# François Errard
François Errard (* 10. September 1967 in Charleville) ist ein ehemaliger französischer Tennisspieler.

## Leben
Errard spielte von 1982 bis 1985 auf der ITF Junior Tour und erreichte bei den Juniorenturnieren der Australian Open und den Wimbledon Championships 1984 jeweils das Viertelfinale. Einen ersten Achtungserfolg auf der ATP Tour verbuchte er 1986 im heimischen Metz, wo er mit seinem Partner Éric Winogradsky bis ins Halbfinale vorstiess. An der Seite von Mima Jaušovec erreichte er im Mixed die zweite Runde der French Open. In späteren Jahren war er hauptsächlich auf der ATP Challenger Tour unterwegs. Mit Thierry Champion stand er im darauf 1989 beim ATP Turnier in Athen im Halbfinale. Ab 1991 war Errard vor allem in der unterklassigen Satellite-Turnierserie unterwegs. Nach einer Pause zwischen 1992 und 1996 nahm er bis 2011 unregelmäßig und wenig erfolgreich an Future-Turnieren teil.
Seine höchste Notierung in der Tennis-Weltrangliste erreichte er 1987 mit Position 531 im Einzel sowie 1989 mit Position 229 im Doppel. Sein bestes Einzelergebnis bei einem Grand-Slam-Turnier war die Teilnahme am Hauptfeld der French Open 1983 und 1984. In der Doppelkonkurrenz und im Mixed erreichte er dort zudem 1986 die zweite Runde.